# LifeLock
LifeLock Inc. è una società statunitense per la  protezione dai furti di identità con sede a Tempe, in Arizona; si occupa di monitorare il furto di identità, l'utilizzo di informazioni personali e le variazioni del punteggio di credito. 
Nel 2017 è stata acquisita dalla società di sicurezza informatica Symantec. Nel novembre 2019, dopo aver venduto la divisione aziendale a Broadcom, la società è stata rinominata Norton LifeLock; lo stesso anno ha anche iniziato a offrire versioni del suo servizio di abbonamento includendo LifeLock e chiamandolo Norton 360.

## Storia
LifeLock è stata fondata nel 2005 da Robert J. Maynard e Todd Davis.
Maynard iniziò la sua carriera fondando l'azienda Internet America, fornitrice di servizi internet, alla fine degli anni '90, mentre Davis ha lavorato per Dell prima di fondare Marketing Champions. 
Nel giugno del 2007, Maynard si dimette da LifeLock dopo alcune controversie con l'azienda.  
Nel dicembre 2008 LifeLock ha stipulato un accordo con TransUnion, uno dei principali uffici di credito americani, per automatizzare il processo di allerta dei clienti su potenziali accessi non autorizzati. 
Nel dicembre 2013 ha acquisito Lemon Wallet, una piattaforma di portafogli digitale, per 42,6 milioni di dollari.
Nel gennaio 2016, la società annuncia che Hilary Schneider avrebbe sostituito Todd Davis come CEO. 
Il 9 febbraio 2017 è stata acquisita da Symantec per 2,3 miliardi di dollari.

## Controversie
Nel 2015, La Federal Trade Commission accusa LifeLock di "non essere riuscita a mantenere un programma di sicurezza delle informazioni adeguato" e di aver "pubblicizzato in modo falso di essere in grado di proteggere i dati sensibili dei propri clienti". LifeLock è stata condannata a pagare 100 milioni di dollari di multa, di cui 68 come risarcimento per i clienti del servizio.